# Parc national de Lore Lindu

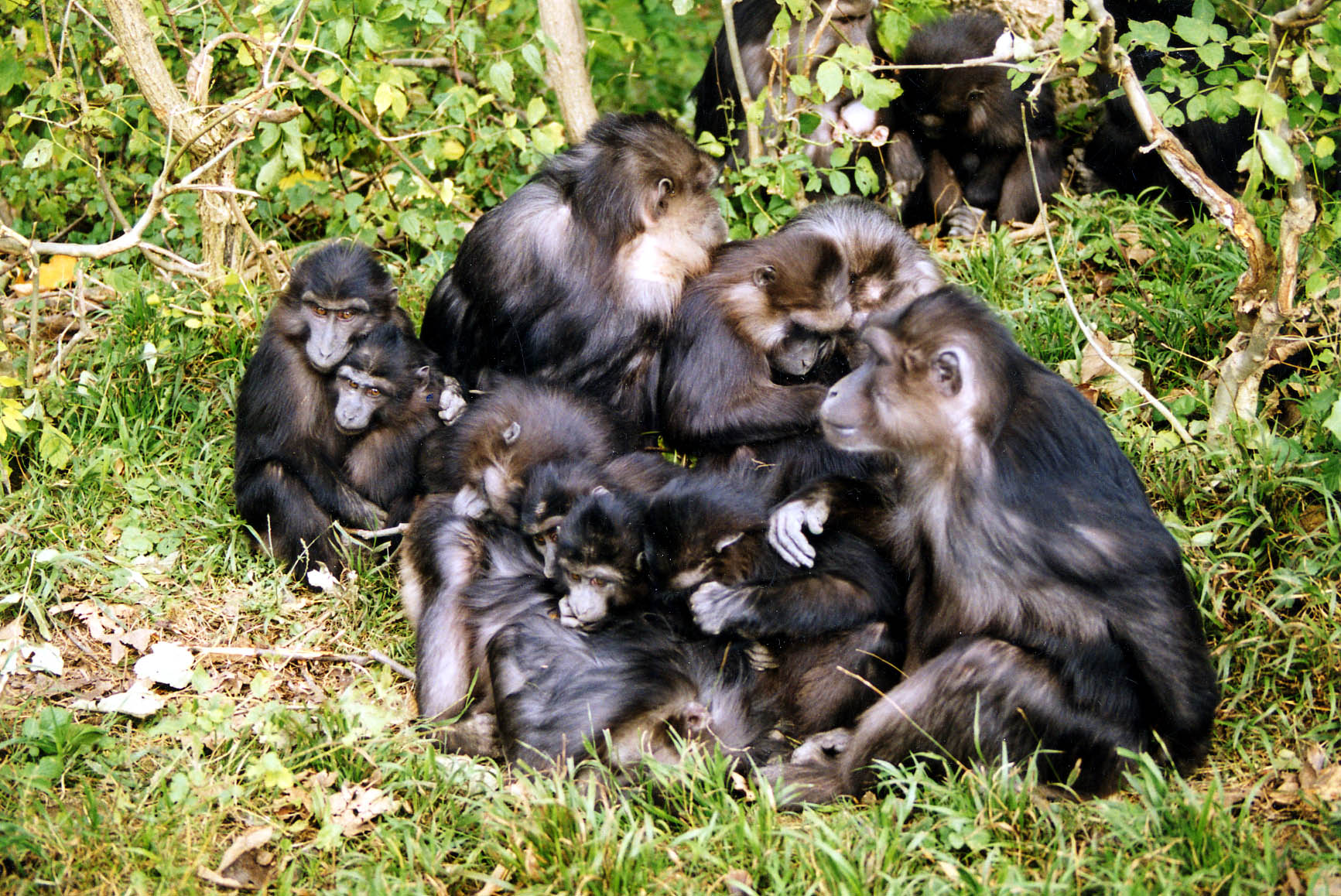
Macaque de Tonkean

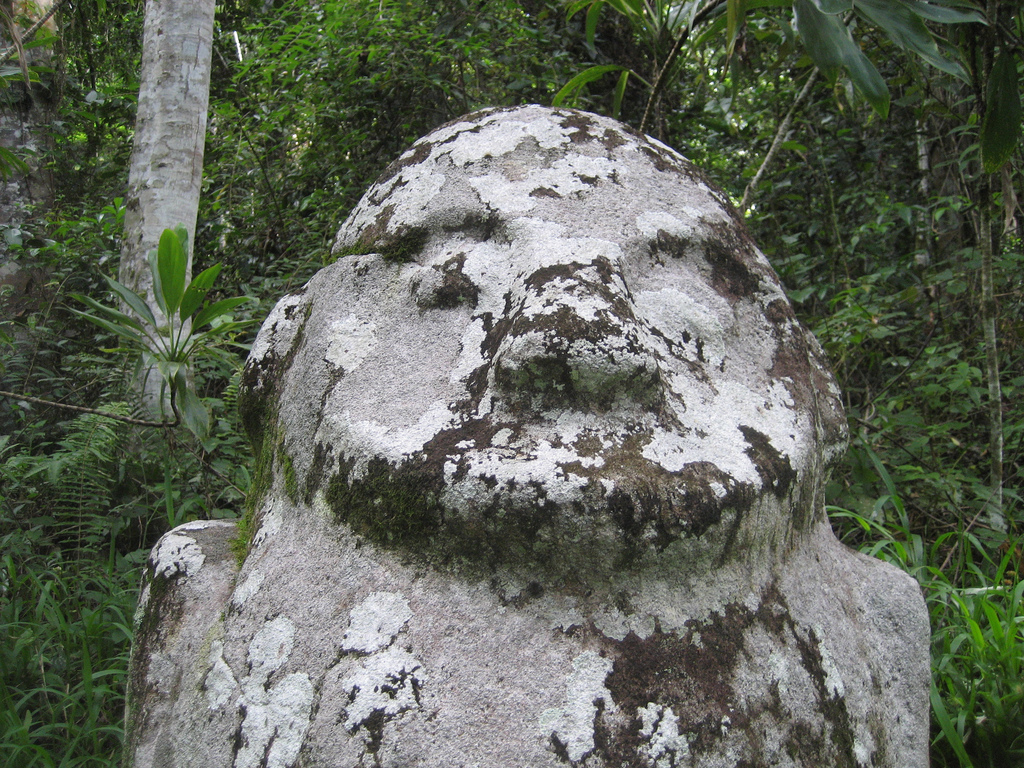
La statue mégalithique nommée "Tokala'ea"

Le parc national de Lore Lindu est un parc national situé dans la province de Sulawesi central dans l'île de Sulawesi en Indonésie. Sa superficie est de 2 290 km2. Le parc, dont l'altitude varie de 200 à 2 610 mètres, est couvert de forêt de plaine et de montagne.
De par sa biodiversité importante, le parc a été classé réserve de biosphère par l'UNESCO en 1977 et zone importante pour la conservation des oiseaux.
Dans le parc se trouve également la vallée de Bada, où l'on trouve des statues et des jarres de pierre que l'on date de 1300 apr. J.-C.

## Biodiversité
Le parc abrite 227 espèces d'oiseaux, dont 77 sont endémiques à Sulawesi. Parmi ses hôtes se trouvent notamment l'oiseau-rhinocéros rouge, la civette géante et le macaque de Tonkean.
Malgré les interdictions, d'énormes quantités de cannes de rotin Calamus zollingeri continuent à être récoltées dans le parc.